# Sascha Düffels

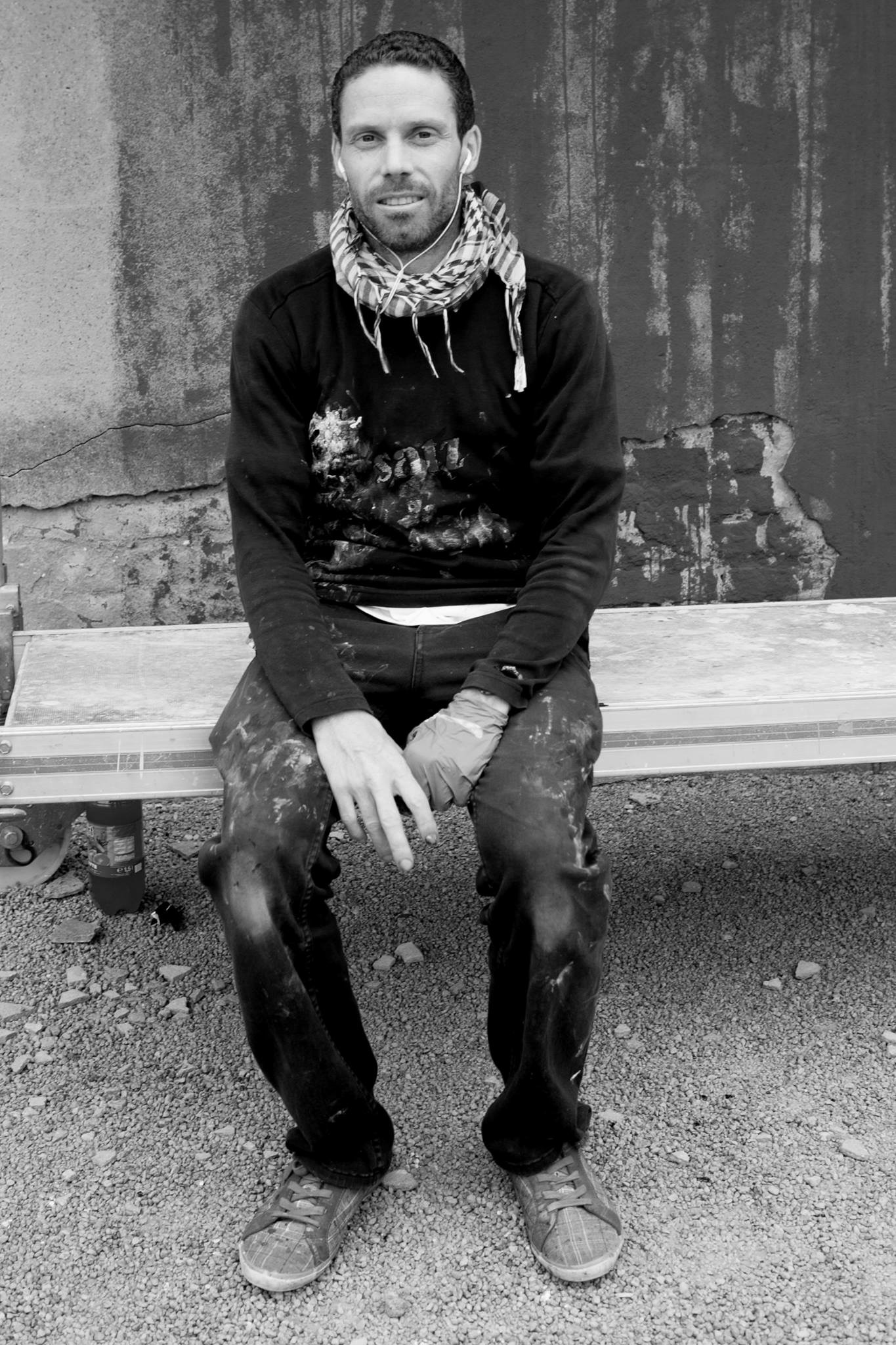
Sascha Düffels, 2013

Sascha Düffels (* 26. August 1976 in Kevelaer) ist ein deutscher Graffitikünstler. Er benutzte auch das Pseudonym SATZ.

## Leben
Düffels wuchs in Goch am Niederrhein auf.
1990 kam Düffels zum ersten Mal mit der Hip-Hop-Subkultur in Kontakt. Ab 1992 besuchte er Hip-Hop-Veranstaltungen und wurde auf Graffiti- und Hip-Hop-Jams eingeladen. Satz gehörte der damaligen KC-Crew (Kings-Circle) an, deren Mitglieder aus den USA, aus London, Düsseldorf, Melbourne, Hamburg, Köln und Goch stammten.
1998 wurden SATZ und SPUK in Kleve in der Nähe vom Yard, einem Gelände, auf dem Züge zur Reinigung und Wartung abgestellt werden, von der Graffiti-SoKo/Bundespolizei aufgegriffen. Die Betreffenden mussten sich wegen Sachbeschädigung, Hausfriedensbruch und dem Besitz von Graffiti-Material vor Gericht verantworten. Die Verfahren wurden im Jahr 2000 von der Staatsanwaltschaft Kleve eingestellt.
Düffels lebt und arbeitet im Münsterland.

## Workshops
Düffels beteiligte sich aktiv an einer Präventionsmaßnahme des Bundespolizeiamtes Kleve im Frühjahr 2002 zur Eindämmung von illegalen Graffiti. Er fertigte zusammen mit einem zweiten Graffiti-Künstler am Aktionstag „Tag der offenen Tür“ beim BPOL-Amt Kleve in einer live-Performance insgesamt drei Bilder, die anschließend öffentlich gezeigt wurden. Von September bis November 2004 hat er täglich ehrenamtlich einen Workshop über die Subkultur Hip-Hop in der sofa (Sozialpädagogische Familien-, Kinder- und Jugendbegleitung) durchgeführt. 2009 arbeitete er mit Jugendlichen am Jugendhaus Remix in Rees.
Mit dem Graffiti- und Street Art-Workshop Graffiti Projekt Astra hatten Kinder und Jugendliche die Möglichkeit, mit professioneller Unterstützung ein künstlerisches Projekt zu realisieren. Die Ergebnisse auf Leinwand wurden von Mai bis Juni 2019 im Museum Goch ausgestellt.

## Werk
1993 entstanden die ersten Graffiti-Arbeiten. Bereits 1995 sprühte er erste Auftragsarbeiten. Düffels Werke kann als ein durch Zeichen und Bilder geschriebenes Tagebuch verstanden werden, in welchem er Erlebtes und Erfahrenes durch die Umwandlung in Bildgeschichten verarbeitet. Die Themen der Bilder reichen zurück in Düffels Kindheit und Jugend. Sie wirken trist und düster, die Gesichter der Figuren haben oft einen melancholischen Ausdruck.
SATZ Crew KC (Kings-Circle), der Düffels angehörte, nahmen 2003 am ersten offiziellen nationalen Graffiti-Battle teil. SATZ belegte mit seiner Crew den 3. Platz (West Düsseldorf). Danach wurde die Crew zum Splash Festival nach Chemnitz eingeladen, um dort eine Wand zu bemalen.
Im Juli 2002 bemalte Düffels mit seiner KC Crew, den Bauzaun „Neue Mitte Kleve“ mit dem Thema „Die Stadt der Zukunft“. Das Bild hatte eine Länge von ca. 50 Meter und war zum damaligen Zeitpunkt das längste öffentliche Graffito in Nordrhein-Westfalen.
Im Jahr 2001 schuf Düffels für das Bundespolizeiamtes Kleve zwei Graffiti. Diese Bilder wurden an allen Standorten der deutschen Bundespolizeiämter gezeigt. Heute hängen sie im Bundespolizeiamt Kleve. (Stand. Februar 2020)

## Veröffentlichungen
- No Perfectionist Art. Pagina-Verlag, 2020, ISBN 978-3-946509-27-1 (Künstlerbuch),[8]

Die Bilder des Buchs waren zunächst an Hauswänden angebracht oder wurden auf Papier gemalt, dann fotografiert und in einem Buch mit einem auf der Schreibmaschine getippten Text zu einer Doppelseite kombiniert, wobei sich Bilder und Texte thematisch ergänzen. Untergliedert ist das Buch in drei Kapitel, die sich jeweils aus mehreren eigenständigen, thematisch aber verwandten Geschichten zusammensetzen.